# Чоповицька волость
Чоповицька волость — історична адміністративно-територіальна одиниця Радомисльського повіту Київської губернії з центром у селі Чоповичі.
Волость утворено у 1910-х роках виділенням зі Стремигородської волості. За даними 1920 року до складу волості входило 6 поселень - 5 сіл та 1 залізнична станція із загальним населенням 14 254 особи, що мешкали у 2746 дворових господарствах.
Поселення волості:
- Чоповичі (1537 дворів, 8087 осіб)
- станція Чоповичі
- Мелені (863 двори, 4515 осіб)
- Скурати (319 дворів, 1532 особи)
- Перегорець (27 дворів, 120 жителів)
- Рудня-Чоповицька